# Snöfallen i sydöstra England 1987
Snöfallen i sydöstra England 1987 var ett omfattande snöfall som drabbade områdena East Anglia, Sydöstra England och London under perioden 11-14 januari 1987  och var det mest omfattande snöfall i denna del av Storbritannien sedan vintern 1981/1982.  Över 50 centimeter (20 tum) snö flkk u dkear av Kent, Essex, London och Surrey, och i North Downs öster om Maidstone uppmättes 75 centimeter (30  tum). Delar av västra Cornwall drabbades också hårt. Flera städer isolerades på grund av snöfallet.
Vädret orsakades av högtryck från Sibirien och rörde sig mot Skandinavien, för att sedan dra sig österut och orsaka kalla temperaturer runtom i Europa, inklusive Storbritannien. Ett lågtryck över Italien lyckades dra kylan från Sibirien till Västeuropa, och då det passerat Nordsjön inleddes snöfallet. Detta ledde till svåra problem med transporterna. Många tågturer stängdes in, och många vägar och järnvägar fick stängas av. Över 4 000 bilar stannade, och 500 skolor fick stänga igen. Den extrama kylan drabbade också Big Ben och i Southend-on-Sea frös vattnet.
Kylan varade mellan 7 och 20 januari 1987, och var en av de mest intensiva under 2000-talet. Temperaturerna låg under fryspunkten flera dagar. Den 12 januari 1987 uppmättes temperaturer mellan -6°C och -8°C i stora delar av England, och med -9.1°C (16°F) i Warlingham..  Den lägsta temperaturen, -23.3°C (-9.9°F), uppmättes i Caldecott, Rutland.

### Fotnoter
1. 1 2 3  Philip Eden, Great British Weather Disasters, Continuum, 2008, ISBN 978-0-8264-7621-0, pp313-314
2. ↑  ”Arkiverade kopian”. Arkiverad från originalet den 28 augusti 2006. https://web.archive.org/web/20060828133950/http://www.tonbridge-weather.org.uk/wx-notes.htm. Läst 11 oktober 2012.